# Butuh (Temanggung)
Butuh is een bestuurslaag in het regentschap Temanggung van de provincie Midden-Java, Indonesië. Butuh telt 3189 inwoners (volkstelling 2010).